# Shiqiao, Dangtu
Shiqiao (kinesiska: 石桥) är en köping i östra Kina. Den ligger i Dangtu härad i staden Ma'anshan i provinsen Anhui, omkring 130 kilometer öster om provinshuvudstaden Hefei. Antalet invånare är 45 866. Befolkningen består av 22 528 kvinnor och 23 338 män. Barn under 15 år utgör 13,0 %, vuxna 15-64 år 75 %, och äldre över 65 år 11,0 %.